# 陰山豊洲
陰山 豊洲（かげやま ほうしゅう、寛延3年（1750年） - 文化5年11月29日（1809年1月14日））は江戸時代の漢学者。河内狭山藩藩儒。名は雍、字は文煕、通称は忠右衛門。松桂園とも号した。古文辞学派に属する。
荻生徂徠を尊び、文は先秦、詩は盛唐李攀竜を規範とした。時の佐伯藩主毛利高標の賞賛を受けた。弟子山梨稲川を輩出した。

## 生涯
遠祖は播磨国出身で、祖父清達の代から阿波徳島藩に仕えた。清達は長女を阿波出身の片岡常弘と娶せて家を継がせた。長女が寛致を生んで死去すると、末女と再婚させ、豊洲が生まれた。豊洲の生誕地は江戸三田四国町徳島藩下屋敷、現在の東京都港区芝五丁目である。
7歳の時に父常弘が没し、寛致が引き続き徳島藩に仕えたが、同僚の讒言により職を解かれた。一家は路頭に迷い、三田中寺町正泉寺（港区三田四丁目、後目黒区碑文谷に移転）に仮寓した後、寛致の知己鈴木益親の世話を受けた。母は河内狭山藩に出仕して家臣北村家に嫁ぎ、豊洲は鈴木家の養子となった。12歳には句読を学び、学問に目覚めたが、3年後益親が死去すると、兄嫁に家を逐われ、寛致と同居した。
麻布曹渓寺にて岳清暉に教えを請うた。養子縁組の話も持ち上がったが、実現しなかった。
学問を修めた後は麻布に塾を構えたが、狭山藩主北条氏昉の目に留まり、家老亀井子年に仕官を求められた。当初は断ったものの、狭山藩北村家の後夫に先立たれていた母の窮状を見兼ね、安永5年（1776年）仕官し、翌年侍読に就いた。禄は浪人を続けていた寛致にも分け与えた。
天明元年（1781年）藩主が駿府に赴いた際に、顧問として同行したが、翌年6月病に罹り、7月江戸に帰っても治らなかったため、辞職を請うたが許されなかった。快復後の寛政3年（1791年）からは氏昉嫡男北条氏喬に教授し、享和元年（1801年）家督を継いでからは優遇を得、『松桂園詩集』の刊行も実現した。
豊洲の幼馴染住谷氏の口添えにより、阿波藩から陰山家の再興を許されたが、妻和田信盛女との間には子がなく、自身は二君に仕えようとしなかったため、阿波藩に復することはなかった。
文化4年（1807年）11月、風邪に罹り、文化5年11月29日（1809年1月14日）死去。菩提寺三田正泉寺に葬られた。実子がいなかったため、林家より国華を養子にとっていたが19歳で没し、吉田家より貰った養子名量が陰山家を継いだ。

## 作品
著作には『松桂園詩集』7巻3冊がある。大脇重庸・巌倉祐蔚校、随鳳古梁（南山古梁）序。文化3年（1806年）2月須原屋善五郎刊。版本は国立公文書館内閣文庫、早稲田大学図書館服部文庫、山口大学図書館棲息堂文庫などに含まれている。
晩年には『詩経』の注釈を試みたが、果たせず没した。